# 브란덴부르크 변경백국
브란덴부르크 변경백국(독일어: Markgrafschaft Brandenburg)은 1157년부터 1806년까지 신성 로마 제국의 주요 공국 중 하나였으며, 비록 가난했지만 선제후의 지위를 가졌으며 1618년 프로이센 공국을 상속받은 후 급속히 중요성이 커져 프로이센 왕국의 핵심으로서 독일의 역사와 중앙유럽의 역사에서 중추적인 역할을 해왔다.
브란덴부르크는 슬라브 벤트인의 영토에 세워진 북부 변경백국에서 발전했다. 그 이름 중 하나는 이 유산에서 유래했으며, 브란덴부르크 변경백국(Mark Brandenburg)이라고 불린다. 지배적인 변경백들은 1356년의 금인칙서에서 명망 있는 선제후로 지정되어 신성 로마 황제 선거에서 투표할 수 있었다. 이로 인해 이 국가는 추가적으로 브란덴부르크 선제후국(Kurbrandenburg 또는 Kurfürstentum Brandenburg)으로 알려지게 되었다.
호엔촐레른가가 1415년에 브란덴부르크의 선제후위에 올랐다. 1417년 브란덴부르크 선제후 프리드리히 1세는 수도를 브란덴부르크안데어하펠에서 베를린으로 옮겼다. 1535년까지 선제후국은 약 10,000 제곱마일 (26,000 km2)의 면적과 40만 명의 인구를 가졌다. 호엔촐레른 가의 지도하에 브란덴부르크는 17세기 동안 급속도로 성장하였고 프로이센 공국을 상속받았다. 그 결과로 생긴 브란덴부르크-프로이센은 18세기에 독일을 이끈 프로이센 왕국의 전신이었다. 선제후의 가장 높은 칭호가 "프로이센 국왕"이었음에도 불구하고, 그들의 권력 기반은 브란덴부르크와 그 수도인 베를린에 있었다. 브란덴부르크 변경백국은 1806년 신성 로마 제국의 해체와 함께 막을 내렸다. 나폴레옹 전쟁 이후 1815년에 프로이센의 브란덴부르크주로 대체되었다.

## 지리
과거 변경백국의 영토는 흔히 마르크 브란덴부르크로 알려져 있으며, 오늘날 독일 동부와 폴란드 서부에 위치한다. 지리적으로는 현재 독일 주인 브란덴부르크주와 베를린의 대부분, 알트마르크 (작센안할트주 북부 3분의 1), 그리고 노이마르크 (현재 루부스키에주와 서포모제주 사이에 나뉘어 있음)를 포함한다. 현재의 브란덴부르크주 일부 지역, 예를 들어 루사티아 하부와 1815년까지 작센 왕국에 속했던 영토는 마르크의 일부가 아니었다. 비공식적이지만 정확하지는 않게, 브란덴부르크주는 때때로 마르크 또는 마르크 브란덴부르크로 불리기도 한다.
이 지역은 빙하기 동안 형성되었으며, 빙퇴석, 빙하 계곡, 그리고 수많은 호수들로 특징지어진다. 이 지역은 변경 또는 마르크라고 불리는데, 이는 신성 로마 제국의 변경 백국이었기 때문이다 (또한 마이센 변경백국 참조).
마르크는 두 개의 고지대와 두 개의 저지대로 나뉜다. 저지대는 강과 호수 지대가 차지하고 있으며, 강변에는 늪지대와 습지 토양이 있다. 한때 이탄 채취에 사용되었던 강둑은 이제 대부분 배수되어 건조해졌다.
북부 또는 발트해 고지대인 메클렌부르크 호수 고원은 브란덴부르크로의 확장이 미미하다. 마르크 남부의 약 230 km 길이의 구릉 지대는 루사티아 고지 (Żary (Sorau) 근처)에서 시작하여 트셰비엘 (Triebel)과 슈프렘베르크를 지나 북서쪽으로 칼라우를 거쳐 건조하고 황량한 플레밍에서 끝난다. 남부 저지대는 일반적으로 이 산등성이의 북쪽에 있으며 슈프레발트 (바루트/마르크와 플라우에 안 데어 하펠 사이)에서 눈에 띄게 나타난다. 북부 저지대는 발트해 고지대 바로 남쪽에 위치하며 노테치강과 바르타강 저지대, 오더브루흐, 피노강 계곡, 하벨란트 습지, 그리고 오데르강으로 이루어져 있다.

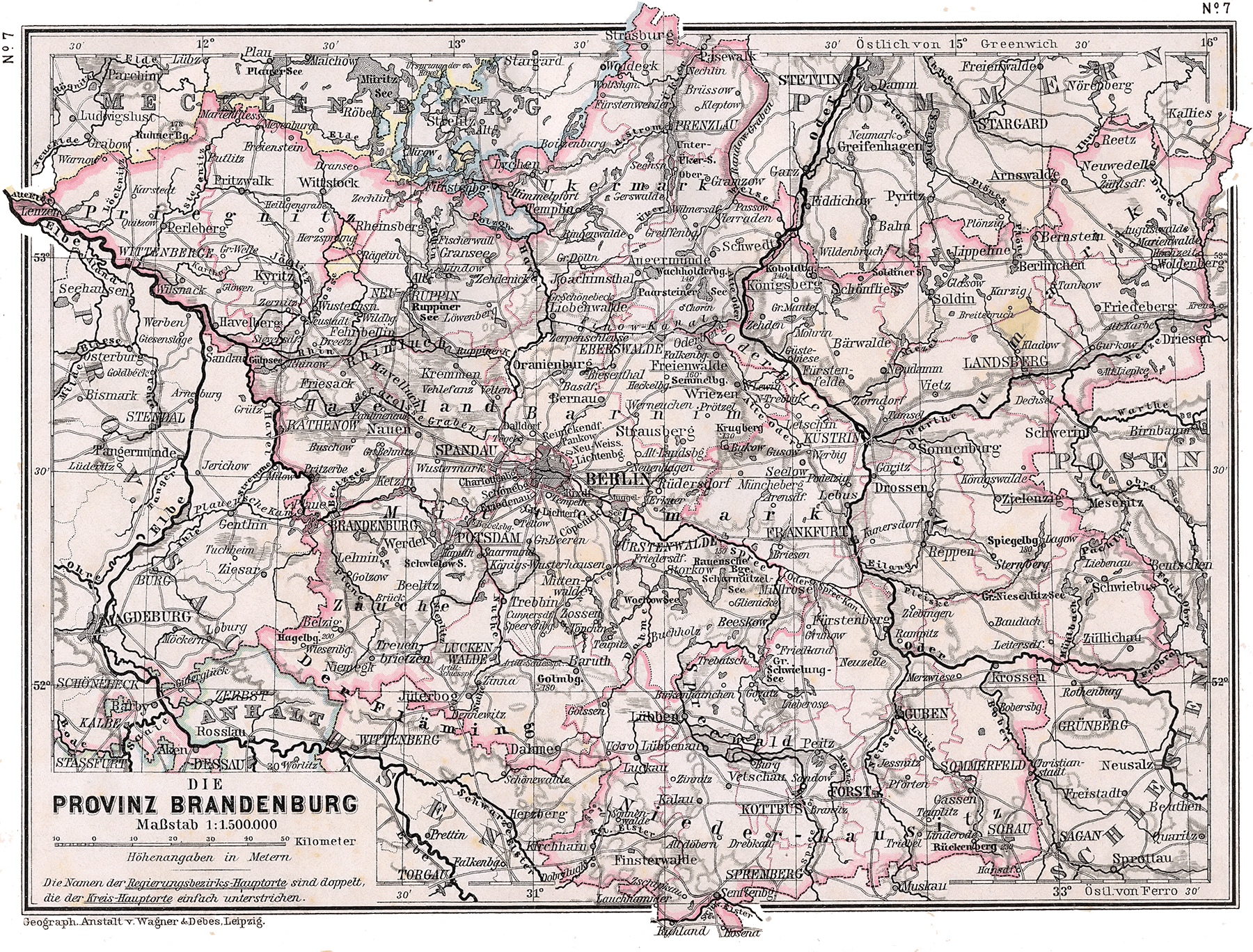
브란덴부르크주, c. 1905

이 두 저지대 사이에는 포즈난 지역에서 서쪽으로 토르짐 (Sternberg)을 거쳐 브란덴부르크까지, 슈프레강 고원, 그리고 텔토우를 지나는 낮은 고원이 있다. 남동쪽에서 북서쪽으로 이 고원은 레니바 오브라강과 나이세강 합류 지점 아래의 오데르강 저지대, 하부 슈프레 계곡, 그리고 하펠 계곡에 의해 교차된다. 이 계곡들 사이에는 바르님, 텔토우, 바트프라이엔발데 근처의 젬멜베르크 (157 m, 515 ft), 쾨페니크의 뮈겔베르크 (115 m, 377 ft), 하펠베르크 (97 m, 318 ft), 그리고 퓌르스텐발데 근처의 라우엔 언덕 (112 to 152 m, 367 to 499 ft)과 같은 일련의 언덕과 고원이 솟아 있다.
이 지역은 주로 건조하고 모래 토양으로 특징지어지며, 넓은 지역에 소나무속과 구석남속 식물, 또는 황무지가 있다. 그러나 고지대와 고원의 토양은 양토이며, 적절히 경작하면 농업적으로 생산적일 수 있다.
마르크 브란덴부르크는 서늘한 대륙성 기후를 가지며, 1월과 2월의 평균 기온은 약 0 °C (32 °F)이고 7월과 8월의 평균 기온은 약 18 °C (64 °F)이다. 연평균 강수량은 500mm에서 600mm 사이이며, 여름에 약간 더 많다.

## 역사

### 북부 변경백국

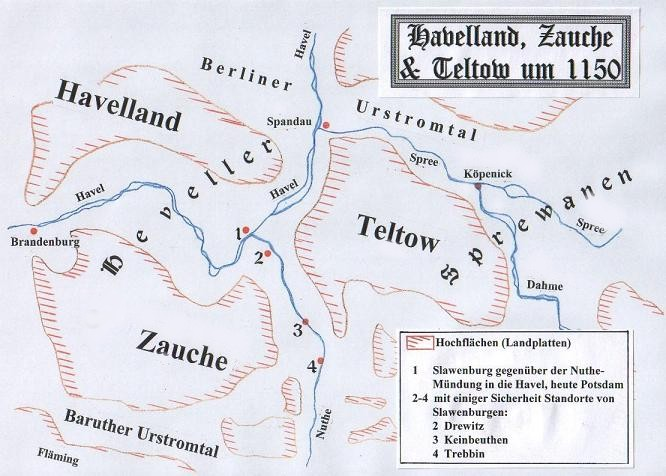
브란덴부르크 이전 슬라브 영토, c. 1150

8세기경부터 슬라브족 벤트인들, 즉 슈프레바네와 헤벨리 (하볼라네 또는 슈토도라네)족이 브란덴부르크 지역으로 이주하기 시작했다. 그들은 작센인 및 보헤미아인들과 통혼했다.
브란덴부르크 주교구와 하벨베르크 주교구는 10세기 초 (각각 928년과 948년)에 설립되었다. 이들은 마인츠 대주교구의 보좌 교구였다. 브란덴부르크 주교구는 발트해까지 확장되었다.
하인리히 1세 국왕은 928년~929년에 이 지역을 통치하기 시작하여, 오토 1세 황제가 936년 독일의 동방식민운동 동안 게로 1세 변경백 휘하에 북부 변경백국을 설립하는 것을 허용했다. 그러나 983년 슬라브 반란으로 변경백국과 주교구는 전복되었다. 11세기 중반 루티치 동맹이 붕괴될 때까지, 비록 주교구는 유지되었지만, 주교구와 변경백국을 통한 신성 로마 제국의 통치는 약 150년 동안 거의 중단되었다.
헤벨리족의 프리비슬라프-하인리히 공작은 1127년에 브렌나 성(브란덴부르크안데어하펠)의 권력을 잡았다. 프리비슬라프의 통치 기간 동안, 그는 독일 귀족들과 긴밀한 관계를 유지했으며, 독일인들은 브란덴부르크안데어하펠에서 슈판다우구까지의 하볼라네 지역을 신성 로마 제국에 편입시키는 데 성공했다. 헤벨리족과 슈프레바네족 사이의 논쟁적인 동쪽 경계는 하벨-누테 선으로 인식되었다. 슈프레바네족의 쾨페니크의 약사 (Jaxa de Copnic)는 분할선의 동쪽에 위치한 쾨페니크에 살았다.

### 아스카니아 가문

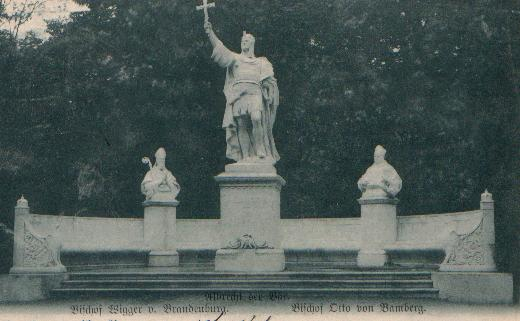
승리의 거리에 있는 알브레히트 1세 폰 브란덴부르크 변경백의 동상, 브란덴부르크의 비거 주교와 밤베르크의 오토 주교가 옆에 서 있다.

독일 동방식민운동의 두 번째 단계에서 알브레히트 1세 폰 브란덴부르크 변경백은 아스카니아 가문의 동방 확장 정책을 시작했다. 1123년부터 1125년까지 알브레히트는 프리비슬라프와 접촉했는데, 프리비슬라프는 아스카니아 가문의 첫째 아들인 오토 1세 폰 브란덴부르크 변경백의 대부가 되어주었으며, 1134년에는 차우헤 지역을 세례 선물로 주었다. 같은 해, 로타르 3세 황제는 알브레히트를 북부 변경백국의 변경백으로 임명하고 프리비슬라프를 국왕의 지위로 올렸으나, 이는 나중에 취소되었다. 또한 1134년에 알브레히트는 자식이 없는 프리비슬라프의 상속권을 아스카니아 가문이 확보하는 데 성공했다. 1150년 프리비슬라프가 사망한 후, 알브레히트는 하볼라네의 거주지인 브렌나를 받았다. 아스카니아 가문은 또한 슈판다우 성을 건설하기 시작했다.
기독교를 받아들인 지도자들과는 대조적으로, 하볼라네 주민들은 여전히 고대 슬라브 신들을 숭배하며 알브레히트의 권력 장악에 반대했다. 프리비슬라프의 친척이자 브란덴부르크에 대한 권리를 주장하는 쾨페니크의 약사는 폴란드의 도움을 받아 브란덴부르크를 통제하고 슈토도라네 땅을 통치했다. 오래된 역사 연구는 이 정복을 1153년으로 비정하지만, 그 날짜에 대한 확실한 자료는 없다. 최근 연구자들 (예: 루츠 파르텐하이머)은 1157년 봄으로 비정하는데, 알브레히트가 약사의 행동에 4년 동안 대응하지 않았을 가능성이 낮기 때문이다.
1157년 6월 11일 피비린내 나는 승리 끝에 알브레히트 1세 폰 브란덴부르크 변경백은 브란덴부르크를 탈환하고 약사를 추방하여 새로운 영지를 세울 수 있었다. 이미 변경백 칭호를 가지고 있었던 알브레히트는 1157년 10월 3일 자신을 브란덴부르크 변경백(Adelbertus Dei gratia marchio in Brandenborch)으로 칭하여 브란덴부르크 변경백국의 역사를 시작했다.

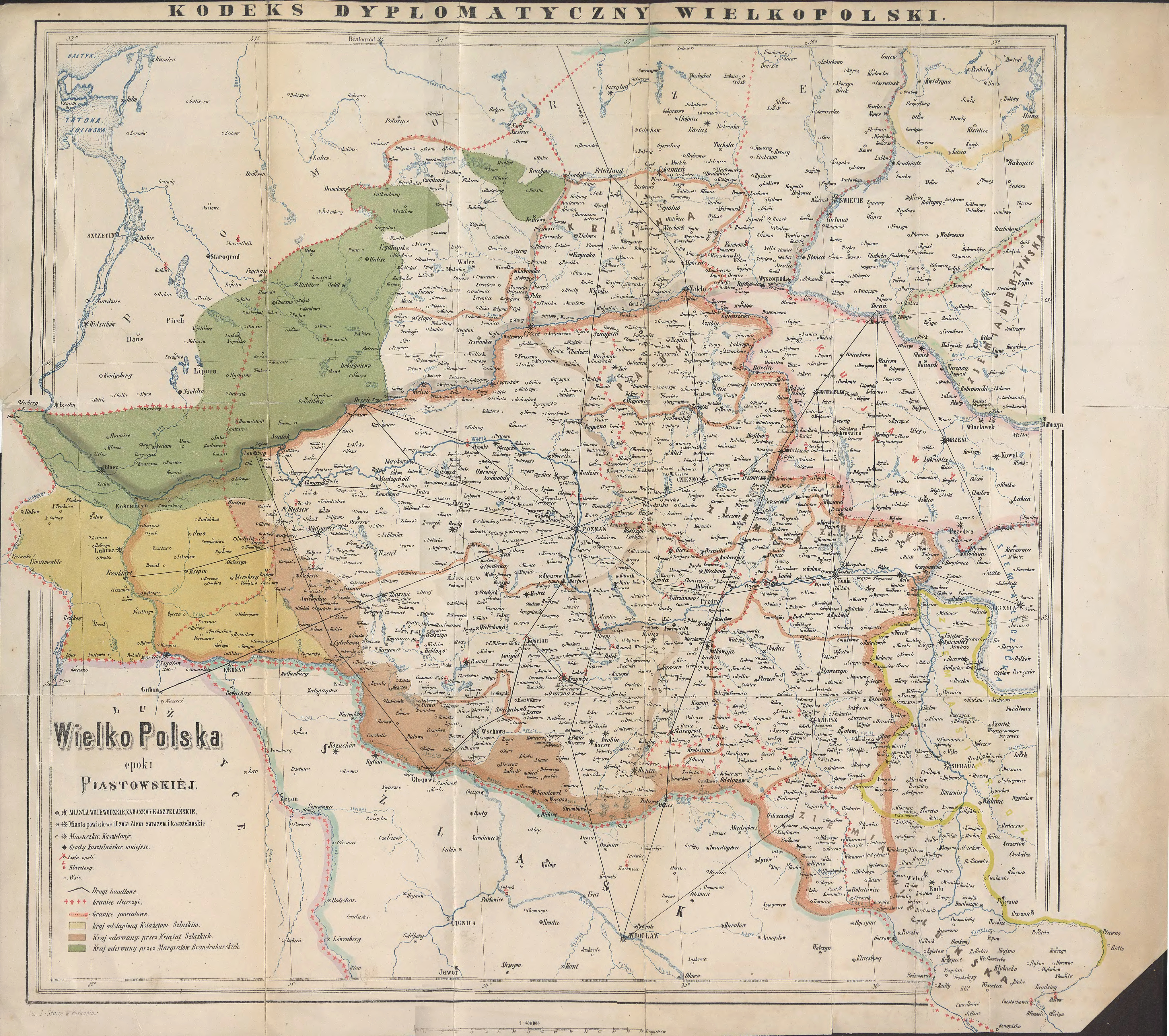
19세기 지도, 13세기 비엘코폴스카 공국 (당시 분열된 폴란드). 브란덴부르크가 폴란드로부터 병합한 영토는 노란색(루부슈 영토)과 녹색(북서부 비엘코폴스카)으로 표시됨

초기 변경백국의 영토 경계는 현재의 브란덴부르크주의 영역과는 달랐고, 하펠란트와 차우헤 지역만으로 이루어져 있었다. 이후 150년 동안 아스카니아 가문은 하펠강과 누테강 동쪽의 우커마르크, 텔토우, 바르님군 지역을 확보하여 마르크를 오데르강까지 확장하는 데 성공했다. 오데르강 동쪽의 노이마르크("신 변경백국")는 폴란드의 피아스트 왕조에 대한 구매, 결혼, 원조를 통해 점진적으로 획득되었다.
브란덴부르크에 만연한 모래 토양 때문에 농업적으로 빈약한 공국은 "신성 로마 제국의 모래밭"으로 격하되었다. 알브레히트는 식민자를 초청하여 새로운 영토에 정착시켰는데, 이들 중 다수는 알트마르크("구 변경백국", 초기 북부 변경백국의 나중 이름), 하르츠산맥, 플랑드르 (따라서 플레밍 지역), 그리고 라인란트 출신이었다. 1160년대 엘베강과 하펠강을 따라 영토를 점령한 후, 플람스인과 네덜란드인 정착민들은 홀란트의 침수 지역에서 온 이주민들은 그들의 전문 지식을 사용하여 브란덴부르크에 제방을 건설했다. 처음에는 아스카니아 가문이 마을에 기사를 정착시켜 국가를 보호했다. 기사들로 요새화된 성들은 주로 노이마르크의 국경 지역에 위치했다. 그러나 14세기 제국 권력의 쇠퇴 이후, 기사들은 공국 전역에 성을 건설하기 시작하여 더 많은 독립성을 얻었다.

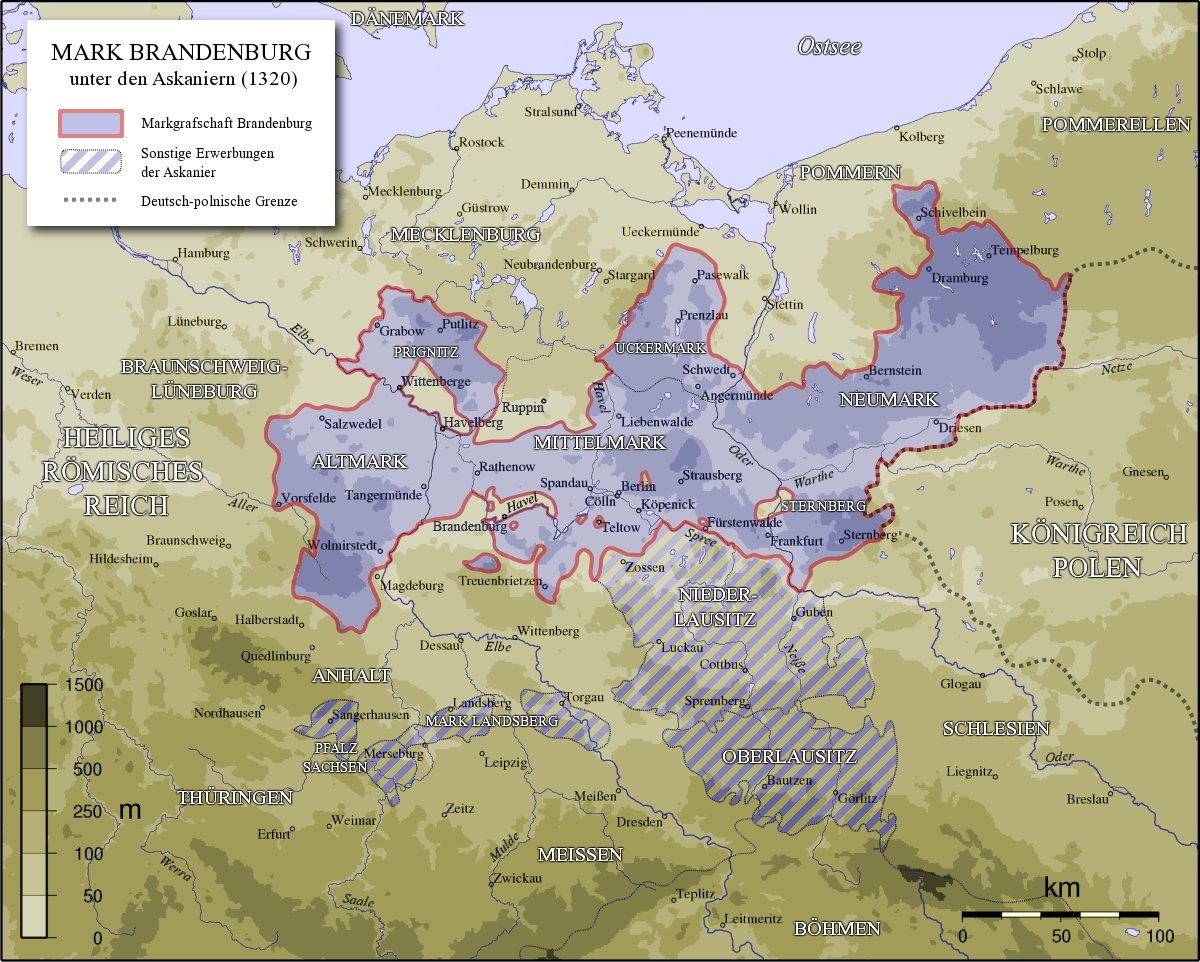
1320년 아스카니아 왕조 멸망 때까지의 브란덴부르크

알브레히트가 1170년에 사망한 후, 그의 아들이 오토 1세 폰 브란덴부르크 변경백으로 계승했다. 아스카니아 가문은 동쪽과 북동쪽으로 확장하여 영토를 포메라니아를 통해 발트해와 연결하려는 정책을 추구했다. 이 정책은 덴마크 왕국과의 갈등을 야기했다. 본회베트 전투 (1227년) 이후, 요한 1세 폰 브란덴부르크 변경백은 포메라니아에 대한 자신의 주장을 내세웠고, 1231년 프리드리히 2세 (신성 로마 황제) 황제로부터 봉토를 받았다. 13세기 중반은 아스카니아 가문에게 중요한 발전의 시기였는데, 슈체친과 우커마르크를 확보했지만(1250년), 전자는 나중에 포메라니아 공국에게 잃었다. 또한 1250년경에는 당시 분열된 폴란드로부터 루부슈 영토를 점령했으며, 이후 13세기 후반에는 비엘코폴스카 공국의 북서부 지역을 정복하여 국경을 오데르강 동쪽으로 옮겼다. 마지막 아스카니아 변경백인 하인리히 2세 폰 브란덴부르크 변경백은 1320년에 사망했다.
발데마르 (브란덴부르크 변경백)의 1319년 사망은 브라운슈바이크-뤼네부르크 공국, 메클렌부르크, 작센-비텐베르크, 포메라니아-볼가스트 공국, 야보르 공국 및 자가인 공국과 같은 인접 공국들 간에 변경백국 영토의 여러 부분에 대한 통제권 다툼을 촉발시켰다. 이 전쟁은 야보르-포메라니아 동맹 및 메클렌부르크-작센-비텐베르크 동맹과 같은 형성된 동맹들 때문에 다양한 파벌들 사이에서 주기적으로 벌어졌으며, 보헤미아, 폴란드, 덴마크의 국왕들도 다양한 세력과 동맹을 맺었다. 1319년, 바르티슬라프 4세 (포메라니아 공작)는 토르짐 영토, 1297년 브란덴부르크가 비엘코폴스카에서 합병한 미엥지제치 카스텔라니, 그리고 북부 루부슈 영토를 포함하는 노이마르크를 북동부에서 장악했으며, 하인리히 2세 (메클렌부르크 영주)는 북서부의 프리그니츠군과 북부의 우커마르크를 점령했고, 루돌프 1세 (작센-비텐베르크 공작)는 미텔마르크, 텔토우, 바르님군, 즉 중앙부를 점령했으며, 브라운슈바이크-뤼네부르크의 온화왕 오토는 서부의 알트마르크를 점령했다. 1320년, 루부슈 영토의 상당 부분이 야보르의 하인리히 1세 공작에게 넘어갔는데, 그는 할아버지 볼레스와프 2세 로가트카가 잃었던 지역을 되찾으려 했고, 그 후 서부 외곽과 우커마르크의 일부가 작센-비텐베르크의 루돌프 1세에게 점령되었다. 1320년 포메라니아와 야보르의 연합군이 우커마르크에서 메클렌부르크와 충돌했으며, 포메라니아와 메클렌부르크 간의 전쟁은 1321년~1322년 오데르강과 메클렌부르크에서 계속되었다. 1322년 2월까지 토르짐과 술레친을 포함한 루부슈 영토의 동부 외곽과 미엥지제치 카스텔라니는 자가인의 하인리히 4세 (가가인 공작) 공작이 통제했다. 1322년~1323년 코스트신나트오드롱 주변에서 포메라니아와 작센-비텐베르크 간의 격렬한 전투 끝에, 1323년 12월 양측 간에 평화가 체결되었다.

### 비텔스바흐 가문

단순 변경백국 시절의 문장

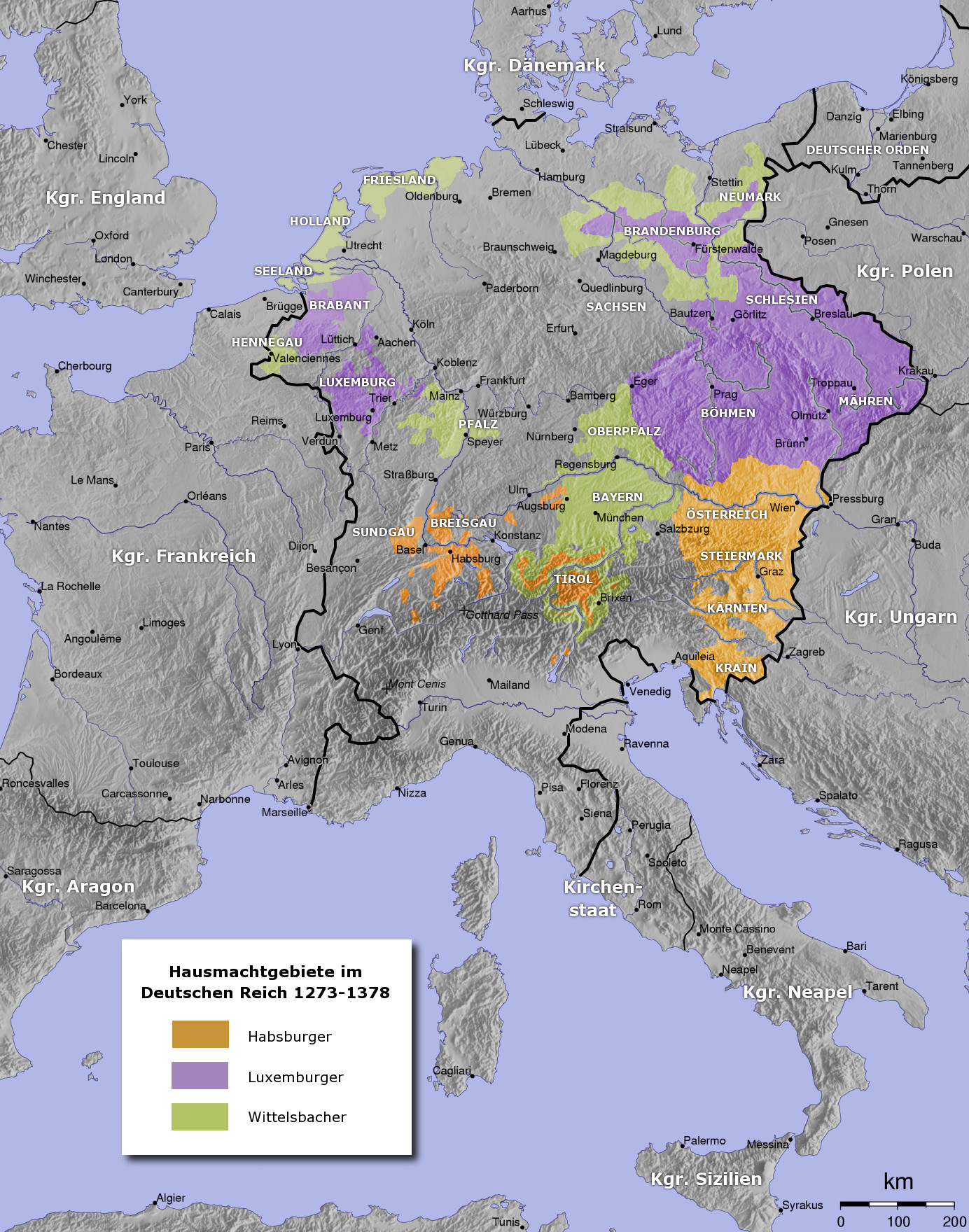
1273년부터 1378년까지의 신성 로마 제국:
----
합스부르크 가문 영토
룩셈부르크 가문 영토
비텔스바흐가 영토

합스부르크 가문을 물리친 비텔스바흐가 출신의 루트비히 4세 (신성 로마 황제)는 헨리 2세의 삼촌으로, 1323년에 브란덴부르크를 그의 장남인 루트비히 1세("브란덴부르크인")에게 공식적으로 수여했지만, 변경백국의 여러 부분은 여전히 인접한 여러 공국들에 의해 통제되고 있었다. 새로운 강력한 라이벌의 등장은 이전에 전쟁을 벌이던 당사자들이 서로 평화 조약을 맺고 협력하게 만들었다. 바이에른군은 곧 이 지역에 진입했지만, 1323년 10월 교황 요한 22세는 루트비히 4세에게 루트비히 5세에게 브란덴부르크를 수여한 것을 불법이라 선언하고 무효화할 것을 요구했다. 1325년 니콜라우스 폰 베르나우 주임 신부 살해 사건의 결과로, 브란덴부르크는 교황의 성무 금지 처벌을 받았다. 바이에른군은 점차 변경백국을 장악했다. 폴란드의 브와디스와프 1세 국왕은 1326년 프랑크푸르트 (오데르)를 침공하여 진행 중인 전쟁에 적극적으로 참여했고, 미엥지제치 카스텔라니는 결국 폴란드에 재통합되었다. 1328년부터 루트비히는 자신이 봉토라고 주장하는 포메라니아와의 전쟁에 참여했고, 이 갈등은 1333년까지 끝나지 않았다. 변경백 루트비히 1세의 통치는 브란덴부르크의 국내 귀족들에게 거부되었고, 1347년 루트비히 4세 황제가 사망한 후, 변경백은 사망한 변경백 발데마르 (브란덴부르크 변경백)의 사칭자인 가짜 발데마르와 대치하게 되었다. 이 사칭자는 1348년 10월 2일 룩셈부르크가 출신의 새 황제 카를 4세에 의해 브란덴부르크의 변경백으로 인정되었으나, 엘트빌레에서 비텔스바흐 가문과 룩셈부르크 가문 간의 평화 조약 이후 사기꾼으로 드러났다. 1351년 루트비히는 오버바이에른현 단독 통치권과 교환으로 마르크를 그의 이복 동생인 로마인 루트비히 2세와 오토 5세 (바이에른 공작)에게 넘겼다.
로마인 루트비히는 가짜 발데마르가 브란덴부르크에 대한 주장을 포기하도록 강요했고, 1356년의 금인칙서에서 브란덴부르크 변경백을 선제후로 확립하는 데 성공했다. 따라서 브란덴부르크는 신성 로마 제국의 쿠르퓌르스텐툼(말 그대로 "선제후국" 또는 "선거인령")이 되었고, 신성 로마 황제 선거에서 투표권을 가졌다. 브란덴부르크 변경백은 또한 제국의 대재상(Arch-Chamberlain of the Empire)이라는 의례적인 칭호를 가졌다. 1365년 로마인 루트비히가 사망하자 오토가 브란덴부르크 통치를 맡았지만, 그는 곧 변경백국을 소홀히 했다. 그는 1367년에 이미 베틴 가문에게 서약했던 루사티아 하부를 카를 4세 황제에게 팔았다. 1년 후 그는 1296년 브란덴부르크가 비엘코폴스카에서 합병했던 도이치 크로네 (바우치)를 폴란드 국왕 카시미르 3세에게 잃었다.

### 룩셈부르크 가문
14세기 중반 이후, 카를 4세 황제는 룩셈부르크가를 위해 브란덴부르크를 확보하려 노력했다. 브란덴부르크의 선거권을 통제하는 것은 룩셈부르크 가문이 이미 보헤미아 왕국의 투표권을 가지고 있었기 때문에 제국 황제 선거에 대한 확실한 보장을 도울 것이었다. 카를은 1373년에 오토 변경백으로부터 50만 굴덴을 주고 브란덴부르크를 구매하는 데 성공했고, 구벤의 란트탁에서 브란덴부르크를 보헤미아 왕관령에 편입시켰다(통합하지는 않음). 중세 브란덴부르크 정착의 역사에 대한 자료인 카를 4세의 란트부흐("토지 장부", 즉 영지 등록부)는 이 시기에 만들어졌다. 카를은 탕게르뮌데 성을 선제후의 거주지로 선택했다.
브란덴부르크에서 룩셈부르크 가문의 힘은 카를의 조카인 모라비아의 요프스트 통치 기간 동안 약화되었다. 1402년, 룩셈부르크 가문은 폴란드와 협정을 맺어, 폴란드가 이전에 13세기에 브란덴부르크에게 빼앗겼던 노이마르크를 구매하여 재통합하기로 합의했지만, 같은 해에 룩셈부르크 가문은 이 지역을 튜턴 기사단국에 저당 잡혔고, 기사단은 이 변경 지역을 소홀히 했다. 비텔스바흐 가문과 룩셈부르크 변경백들의 통치 아래, 브란덴부르크는 중앙 권위가 약화되면서 점차 지역 귀족들의 통제 아래 놓이게 되었다.

### 호엔촐레른 가문

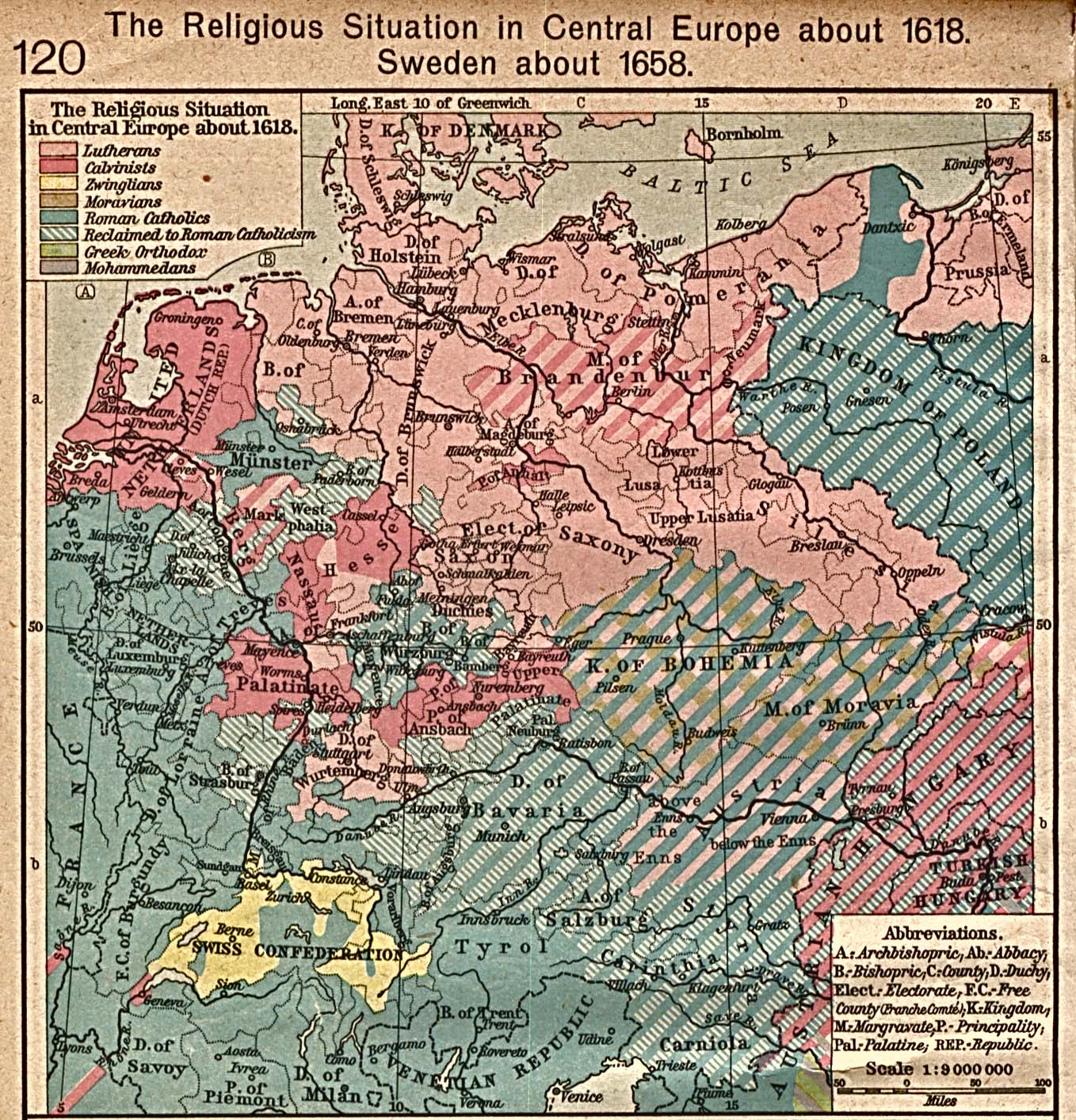
중앙유럽의 종교, c. 1618. 브란덴부르크 선제후국은 줄무늬로 표시되어 통치자는 칼뱅주의자였지만 대부분의 신민은 루터교인이었음을 나타낸다.
----
루터교회
칼뱅주의
츠빙글리파
후스파/모라비아 형제회
로마 가톨릭
동방 정교회
이슬람

1410년 프랑크푸르트에서 지기스문트 (신성 로마 황제)를 신성 로마 황제로 지지한 대가로, 호엔촐레른가 출신의 뉘른베르크 성백 프리드리히 1세 폰 브란덴부르크 선제후는 1411년에 브란덴부르크에 대한 세습 통치권을 부여받았다. 퀴초우 가문과 같은 반항적인 영지귀족들이 그의 임명에 반대했지만, 프리드리히는 대포로 이 기사들을 제압했다. 일부 귀족들은 재산을 몰수당했고, 1414년 3월 20일 탕게르뮌데에서 브란덴부르크의 영지들은 충성을 맹세했다. 프리드리히는 1415년 콘스탄츠 공의회에서 브란덴부르크 변경백 및 선제후 프리드리히 1세로 공식 인정되었다. 프리드리히의 쿠르마르크, 즉 선거 백작으로서의 공식적인 봉헌과 신성 로마 제국의 대재상 임명은 1417년 4월 18일, 역시 콘스탄츠 공의회에서 이루어졌다.
프리드리히는 베를린을 자신의 거주지로 삼았지만, 1425년 자신의 프랑켄 영지로 은퇴했다. 그는 선제후의 지위는 유지하면서 브란덴부르크 통치를 자신의 장남인 요한 (브란덴부르크-쿨름바흐 변경백)에게 맡겼다. 다음 선제후인 프리드리히 2세 (브란덴부르크 선제후)는 베를린과 쾰른을 복종시켜 브란덴부르크의 다른 도시들에 본보기를 보였다. 그는 쾰른 조약과 메베 조약을 통해 튜턴 기사단국으로부터 노이마르크를 재확보하고 재건을 시작했다.
수년간의 포메라니아 공국과의 전쟁은 프렌츠라우 조약 (1448년, 1472년, 1479년)으로 종결되었다.
브란덴부르크는 1539년에 프로테스탄트 종교 개혁을 받아들였다. 인구는 그 이후로 대체로 루터교회를 유지했지만, 일부 후기 선제후들은 칼뱅주의로 개종했다.
브란덴부르크의 호엔촐레른 가문은 상대적으로 빈약한 영지에서 권력 기반을 확장하려 했지만, 이는 이웃 국가들과의 갈등을 야기했다. 율리히-클레베스-베르크 공작 요한 빌헬름은 1609년에 자식 없이 사망했다. 그의 큰 조카인 안나 (프로이센 공작부인)는 브란덴부르크 선제후 요한 지기스문트의 아내였으며, 그는 즉시 상속권을 주장하고 요한 빌헬름의 라인란트 영지 일부를 점령하기 위해 병력을 보냈다. 불행히도 요한 지기스문트에게는 이 노력이 30년 전쟁과 율리히의 승계 분쟁과 얽히게 되었다. 1648년 전쟁이 끝날 무렵, 브란덴부르크는 라인란트의 클레베 공국과 베스트팔렌의 마르크 백국 및 라벤스베르크 백국을 포함하여 상속 재산의 약 절반을 소유하는 것으로 인정되었다. 이 영토들은 브란덴부르크 국경에서 100킬로미터 이상 떨어져 있었으며, 후기 프로이센 라인란트의 핵심을 형성했다.

#### 브란덴부르크-프로이센

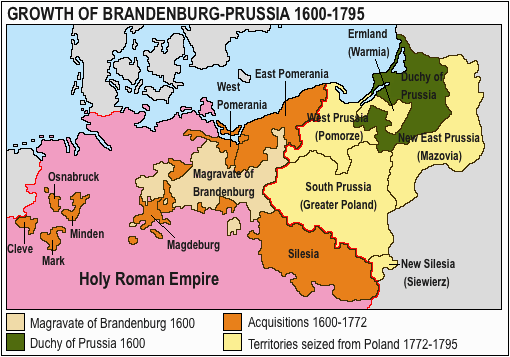
브란덴부르크-프로이센의 성장, 1600년 ~ 1795년

1618년 알브레히트 프리드리히 폰 프로이센 공작이 아들 없이 사망하자, 그의 사위인 브란덴부르크 선제후 요한 지기스문트가 프로이센 공국을 상속받았다. 그는 이후 두 영토를 동군연합으로 통치하게 되었는데, 이를 브란덴부르크-프로이센으로 알려지게 되었다. 이런 식으로, 요한 지기스문트가 프로이센의 안나와 운 좋게 결혼하고, 1609년에 그녀의 외삼촌이, 그리고 1618년에 그녀의 아버지가 직계 남자 후계자 없이 사망한 사건은 브란덴부르크가 라인란트와 발트해 연안 모두에서 영토를 획득하는 데 중요한 계기가 되었다. 프로이센은 신성 로마 제국 밖에 있었고, 브란덴부르크의 선제후들은 그것을 폴란드-리투아니아의 봉토로 소유하고 있었으며, 선제후들은 이들에게 경의를 표했다.
브란덴부르크의 선제후들은 다음 두 세기 동안 그들의 상대적으로 빈약한 소유지(마르크 브란덴부르크, 라인란트 및 베스트팔렌 영토, 그리고 프로이센 공국)를 통일하여 지리적으로 연속된 하나의 영토를 형성하려고 노력했다. 30년 전쟁을 종결시킨 베스트팔렌 조약에서 브란덴부르크-프로이센은 포어포메른을 획득하고 슈체친 조약 (1653년)으로 포메라니아주 (1653년–1815년)로 만들었다. 17세기 후반, "대 선제후"로 불리는 프리드리히 빌헬름 폰 브란덴부르크 선제후는 브란덴부르크-프로이센을 주요 강국으로 발전시켰다. 국가는 브란덴부르크의 최초 해군(Kurbrandenburgische Marine)을 창설했으며, 이는 아르긴섬, 브란덴부르크 황금 해안, 그리고 브란덴부르크 식민지 성 토마스에 단명한 식민지를 세우는 결과를 낳았다. 선제후들은 1657년 벨라우 조약과 브롬베르크 조약을 통해 프로이센에 대한 완전한 주권을 획득하는 데 성공했다. 호엔촐레른 가문의 영토는 1685년 포츠담 칙령으로 위그노 난민의 이민을 허용했다.

#### 프로이센 왕국
스페인 왕위 계승 전쟁 중 레오폴트 1세 (신성 로마 황제)를 도운 대가로, 프리드리히 빌헬름의 아들인 프리드리히 1세 (프로이센)는 프로이센을 왕국 지위로 격상시킬 수 있었다. 1701년 1월 18일, 프리드리히는 스스로를 프로이센의 왕 프리드리히 1세로 즉위했다. 프로이센은 브란덴부르크와 달리 신성 로마 제국 밖에 있었으며, 제국 내에서는 황제와 보헤미아의 통치자만이 자신을 왕이라고 칭할 수 있었다. 왕은 선제후보다 더 권위 있는 칭호였으므로, 호엔촐레른 가문의 영토는 프로이센 왕국으로 알려지게 되었지만, 그들의 권력 기반은 브란덴부르크에 남아 있었다. 법적으로 브란덴부르크는 여전히 신성 로마 제국의 일부였으며, 호엔촐레른 가문이 프로이센 왕국과 동군연합으로 통치했지만, 프로이센 왕국에 대해서는 완전한 주권을 가지고 있었다. 이러한 이유로 호엔촐레른 가문은 제국이 존속하는 동안 계속해서 브란덴부르크 선제후라는 추가 칭호를 사용했다. 그러나 이 시기에는 제국에 대한 황제의 권위는 명목상에 불과했다. 제국의 다양한 영토들은 사실상 주권 국가처럼 행동했으며, 황제의 종주권은 형식적으로만 인정했다. 따라서 브란덴부르크는 별도의 독립체가 아닌 사실상 프로이센 왕국의 일부로 취급되었다.
1701년부터 1946년까지 브란덴부르크의 역사는 주로 프로이센 국가의 역사였으며, 이 국가는 18세기에 유럽의 주요 강대국으로 자리매김했다. "군인 왕"인 프리드리히 빌헬름 1세 (프로이센) 국왕은 프로이센 육군을 현대화했으며, 그의 아들 프리드리히 2세 (프로이센)는 실레시아 전쟁과 폴란드 분할로 영광과 악명을 얻었다. 브란덴부르크 변경백국의 봉건적 명칭은 1806년 신성 로마 제국의 해체로 끝났는데, 이는 호엔촐레른 가문이 법적으로나 사실상으로나 주권을 행사하게 만들었다. 1815년 나폴레옹 전쟁 이후에는 브란덴부르크주로 대체되었다. 그러나 프로이센 국왕들은 공식 칭호로 "브란덴부르크 변경백"을 계속 사용했다.
브란덴부르크는 나머지 프로이센과 함께 1871년 프로이센 주도의 독일의 통일 과정에서 독일 제국의 일부가 되었다.

### 후기

1945년부터 1952년까지 브란덴부르크의 문장

1930년대 나치 독일의 지방 동조화 기간 동안, 브란덴부르크주와 프로이센 자유주는 모든 실질적인 관련성을 잃었다. 이 지역은 브란덴부르크 변경 대관구로 관리되었다.
프로이센 국가는 제2차 세계 대전에서 나치 독일이 패배한 후 1947년에 법적으로 폐지되었다. 브란덴부르크 변경 대관구는 란트 브란덴부르크로 대체되었다.
오데르-나이세선 서쪽의 브란덴부르크는 소련 점령 지역에 속했으며, 독일민주공화국의 일부가 되었다. 1952년 이 지역은 콧부스, 프랑크푸르트 (오데르), 포츠담, 슈베린, 그리고 노이브란덴부르크의 행정 구역으로 나뉘었다. 베를린은 동베를린과 서베를린으로 분할되었다.
브란덴부르크의 이러한 분할은 1990년 독일의 재통일까지 계속되었다. 동독의 행정 구역들은 해체되고 수도 포츠담과 함께 브란덴부르크주가 설립되었다. 브란덴부르크 변경백국 설립 850주년 기념행사는 2007년 6월 11일에 공식적으로 거행되었으며, 사전 축하 행사는 2006년 6월 23일 브란덴부르크안데어하펠 기사단 아카데미에서 열렸다.

## 같이 보기
- 브란덴부르크의 통치자 목록
- 프로이센 미덕

## 참고 문헌
- H.W. Koch (1978). 《A History of Prussia》. New York: Barnes & Noble Books. 326쪽. ISBN 0-88029-158-3.
- Rymar, Edward (1979). 《Rywalizacja o ziemię lubuską i kasztelanię międzyrzecką w latach 1319–1326, ze szczególnym uwzględnieniem stosunków pomorsko-śląskch》. 《Śląski Kwartalnik Historyczny Sobótka》 (폴란드어). XXXIV (Wrocław: 폴란드 과학 아카데미, Wydawnictwo Polskiej Akademii Nauk).